# Lamotte-Brebière
Lamotte-Brebière è un comune francese di 215 abitanti situato nel dipartimento della Somme nella regione dell'Alta Francia.

## Società

### Evoluzione demografica
Abitanti censiti